# Hermannia dinghuensis
Hermannia dinghuensis är en kvalsterart som beskrevs av Lu och Wang 1995. Hermannia dinghuensis ingår i släktet Hermannia och familjen Hermanniidae. Inga underarter finns listade i Catalogue of Life.